# Миколаївка (Чернігівський район)
Микола́ївка — село в Україні, у Березнянській селищній громаді Чернігівського району Чернігівської області. Населення становить 899 осіб. До 2020 року орган місцевого самоврядування — Миколаївська сільська рада.

## Історія
Село засноване 1690 року. Раніше мала назву Дурні та, згідно з універсалом гетьмана Івана Мазепи, належала Домницькому монастирю Різдва Пресвятої Богородиці.
З березня 1923 року село перебувало в складі Сновського, згодом Конотопського округів, з 1932 року — у складі Чернігівської області.
12 червня 2020 року, відповідно до розпорядження Кабінету Міністрів України № 730-р «Про визначення адміністративних центрів та затвердження територій територіальних громад Чернігівської області», Миколаївська сільська рада об'єднна з Березнянською селищною громадою Менського району.
17 липня 2020 року, в результаті адміністративно-територіальної реформи та ліквідації Менського району, село увійшло до складу Чернігівського району.